# BaseKing
Il BaseKing è un cifrario a blocchi disegnato nel 1994 da Joan Daemen, più noto come progettista, insieme a Vincent Rijmen, dell'algoritmo Rijndael, vincitore del bando proposto dal NIST per la selezione del nuovo standard crittografico Advanced Encryption Standard (AES).
Il BaseKing è molto simile al 3-Way, sempre disegnato da Daemen: sono infatti due algoritmi basati sugli stessi princìpi strutturali.
Nella sua tesi di laurea, Daemen presentò una complessa teoria per il disegno di un cifrario a blocchi, così come un algoritmo crittografico generico composto da un numero di trasformazioni invertibili che possono essere scelto con considerevole libertà: egli discusse la sicurezza di questo schema generale in relazione ai più noti attacchi crittoanalitici, e formulò due esempi specifici di cifrari costituiti da determinate scelte dei parametri variabili. Questi cifrari sono il 3-Way ed il BaseKing.

## Struttura
Il BaseKing lavora su blocchi di dati di 192 bit, il doppio di quelli del 3-Way, e, come quest'ultimo, le cui dimensioni non sono una potenza di due come nella maggior parte dei cifrari (es.: 64 bit = 26; 128 bit = 27). La dimensione della chiave è anch'essa di 192 bit.
Il BaseKing esegue 11 passaggi sui dati, ogni volta applicando una funzione di permutazione e sostituzione.

## Sicurezza
Il BaseKing è vulnerabile dagli stessi attacchi correlati alla chiave del 3-Way. Daemaen, Peeters e Van Assche hanno anche dimostrato delle potenziali vulnerabilità all'analisi differenziale della potenza consumata da un sistema hardware che integri il BaseKing insieme a delle migliorie per incrementare la resistenza di tale implementazione ad un simile attacco.